# استمالة العاطفة (مغالطة)
مغالطة استمالة العاطفة، وهي تحصل حينما يتم إثارة مشاعر المتلقي لكي يتم قبول دعوى معينة. تسير على النحو التالي :
1. مشاعر إيجابية عادة ترافق دعوى (س).
2. إذن ، (س) يجب أن تكون صحيحة أو مقبولة.

هذا النوع من المغالطة يقوم على استدرار مشاعر الناس نحو أمر ما حتى يقبلوا دعوى معينة. وهو دائماً يستخدم بديلا عن الأدلة المنطقية. غالبا يستخدم هذا الأسلوب في الخطابات السياسية وفي الإعلانات، حيث يتم استخدام مشاعر للناس للدفع بهم نحو قرارات سياسية مثل التصويت أو الدعم أو بقرارات اقتصادية مثل شراء منتج معين.
من الواضح اعتبار هذا الأمر مغالطة، لأن مجرد وجود مشاعر إيجابية أو سلبية لا يغير من الحقيقة الموضوعية إطلاقاً. فلو أقنعت أحدهم وجعلته يكره بشدة حقيقة أن 1+1=2 بأي طريقة، فلن يغير هذا الكره من حقيقة أن 1+1=2 على الإطلاق.
وهذه المغالطة هي أداة اقناعية مؤثرة للغاية على كثير من الناس. فمشاعر الناس في العادة تملك تأثير أكبر على سلوكهم من عقولهم. التحليل المنطقي عادة صعب ويستهلك الوقت ونادراً ما حفز الناس على العمل، في حين أن استدرار المشاعر أكثر سهولة. وهنا يكمن قوة هذه «المغالطة» حيث أنها شائعة، ولكنها تظل مغالطة.